# Leo II. (Papst)

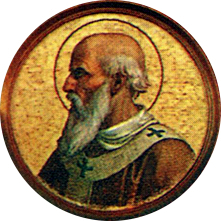
Leo II., Darstellung in der Basilika Sankt Paul vor den Mauern

Leo II. (* in Sizilien; † 3. Juli 683) war Papst vom 17. August 682 bis zu seinem Tode.
Leo II. war Grieche aus Sizilien. Die griechische Sprache und Literatur waren damals in Rom so sehr vergessen, dass ihre Kenntnis als etwas Außerordentliches galt und der griechisch wie lateinisch redende Papst als Wunder der Gelehrsamkeit galt. Er war Nachfolger von Agatho. Auf dem sechsten ökumenischen Konzil (in Konstantinopel 680 – auch: Drittes Konzil von Konstantinopel) wurde Papst Honorius I. für seine Ansichten im Monotheletismus-Disput als Sympathisant mit Häretikern mit einem Kirchenbann belegt. Dieses erfolgte noch unter der Zeit Agathos, wirkte jedoch noch auf Leo II. ein, der fortan die Entscheidung befürwortete und die Verdammung Honorius I. mit Schriften begründete. Er sah in Honorius I. „profana proditione immaculatem fidem subvertere conatus est.“ (in etwa: jemanden, der durch gewöhnlichen Verrat versucht hat, den reinen Glauben zu zerstören.) Unter dem Gedanken der päpstlichen Unfehlbarkeit wurden seine Worte zu einem eigenen Disput. Insbesondere der griechische Text an den Kaiser zeigt eine andere, mildere Wortwendung, in dem der Terminus „subverti permisit“ statt „subvertere conatus est“ verwendet wird, d. h. der Vorwurf lautete darin auf Gestattung statt aktiver Verbreitung einer Häresie.
Leo wurde bereits im Januar 681 als Nachfolger von Agatho gewählt, jedoch erst am 17. August 682 geweiht. Sein Amtsantritt verzögerte sich, da Kaiser Konstantin IV. die Zustimmung zu seiner Wahl bis zur Beendigung des Dritten Konzils von Konstantinopel (7. November 680 bis 16. September 681) hinauszögerte. Erhalten sind von Papst Leo II. ein Briefwechsel mit Kaiser Konstantin IV. und Briefe an Bischöfe, einen Grafen und an Ervigius, König der Westgoten in Spanien.
In der Conciliengeschichte (iii, 294) von Karl Joseph von Hefele wird dies dem wahren Verständnis Leos II. unterstellt. Während des Pontifikats Leos II. wurde die Abhängigkeit des Stuhls von Ravenna von dem Roms schließlich durch kaiserliches Edikt festgeschrieben.
Papst Leo II. wurde heiliggesprochen. Sein katholischer Gedenktag ist der 3. Juli, sein Todestag.